# Тагасер
Тагасер (азерб. Tağaser) — село у Ходжавендському районі Азербайджану. До 14 жовтня 2020 було окупованим військами Вірменії в рамках Нагірно-Карабаської республіки.
Село розташоване на захід від міста Гадрут та є його передмістям. На північний захід від Тахасеру розташоване село Вардашат, на захід від Тагасера розташоване село Саріншен, а на південний схід розташоване село Ванк.

## Пам'ятки
У селі розташована церква Св. Аменапркіч (17 ст.), селище «Хін шен» (17 ст.), цвинтар (17-19 ст.), хачкар (14-15 ст.), джерело (20 ст.) та міст (1763 р.).